# Halone ebaea
Halone ebaea là một loài bướm đêm thuộc phân họ Arctiinae, họ Erebidae.